# Roland Sandberg
Roland Sandberg (* 16. Dezember 1946 in Karlskrona) ist ein ehemaliger schwedischer Fußballspieler.

## Karriere

### Spieler
Von 1967 bis 1969 war Sandberg beim Zweitligisten Kalmar FF aktiv. 1970 wechselte er zu Åtvidabergs FF. Er gewann mit ÅFF 1970 und 1971 den Pokal und 1972 die Meisterschaft. Er wurde mit 17 Treffern 1971 Torschützenkönig und konnte dies 1972 wiederholen, jetzt aber gemeinsam mit seinem Mannschaftskollegen Ralf Edström mit je 16 Toren. Im Europapokal der Pokalsieger schaltete er mit seinem Verein in der 2. Runde den FC Chelsea aus. Im Rückspiel erzielte er in der 66. Minute den entscheidenden Treffer zum 1:1-Remis.
Zur Runde 1973/74 wechselte der Stürmer zum 1. FC Kaiserslautern in die Fußball-Bundesliga. Gleich beim dritten Einsatz gelang ihm sein 1. Bundesligator im Spiel gegen Eintracht Frankfurt. Er absolvierte in seiner Debütrunde 32 Ligaspiele und erzielte dabei an der Seite von Mittelstürmer Klaus Toppmöller (21 Tore) 19 Tore. Die Roten Teufel belegten den 6. Rang. Vier Jahre lang spielte er bei den „Roten Teufeln“ und erzielte in 118 Spielen 60 Tore. Sein größter Erfolg in Kaiserslautern war das Erreichen des Endspiels im DFB-Pokal 1975/76, das die Pfälzer mit 0:2 gegen den Hamburger SV verloren.
Er beendete seine Karriere in Kaiserslautern am Ende der Saison 1976/77, nachdem er innerhalb eines Jahres drei Operationen – Meniskus, Blinddarm und Knorpelschäden am Knie – durchlaufen musste. Ärzte stellten bei ihm beängstigende Verschleißerscheinungen fest. In der Saison 1977/79 arbeitete er bei den Pfälzern als Trainer im Jugendbereich. 1979 schnürte er noch einmal zwei Jahre lang für den nunmehrigen Erstligisten Kalmar FF die Schuhe.
1969 debütierte er in der schwedischen Nationalmannschaft, für die er insgesamt 37 Spiele absolvierte und 15 Tore erzielte. Bei der erfolgreichen WM-Qualifikation in den Jahren 1972 und 1973 war er für sein Heimatland gegen Malta, Ungarn und Österreich aktiv. Beim Entscheidungsspiel am 27. November 1973 gegen das punktgleiche Austria-Team, erzielte er beim 2:1-Erfolg in der 12. Minute die 1:0-Führung. Bei der Fußball-Weltmeisterschaft 1974 in Deutschland bestritt er sechs Spiele und erzielte dabei zwei Tore. Zuerst setzte er sich mit seinen Mannschaftskollegen in den Gruppenspielen durch und zog mit dem 2. Platz in die Finalrunde ein. Er bildete dabei mit Mittelstürmer Ralf Edström die Angriffsspitze. Beim Spiel am 30. Juni in Düsseldorf gegen Deutschland erzielte er in der 53. Minute den Treffer zum zwischenzeitlichen 2:2-Ausgleich.

### Trainer
Von 1982 bis 1985 trainierte er den schwedischen Zweitligisten IFK Malmö, mit dem er 1983 knapp am Aufstieg scheiterte. 1985 stieg der Verein in die dritte Liga ab. 1988 und 1989 war er beim Norwegischen Aldval IL Trainer.